# Plaza Moriones (Intramuros)

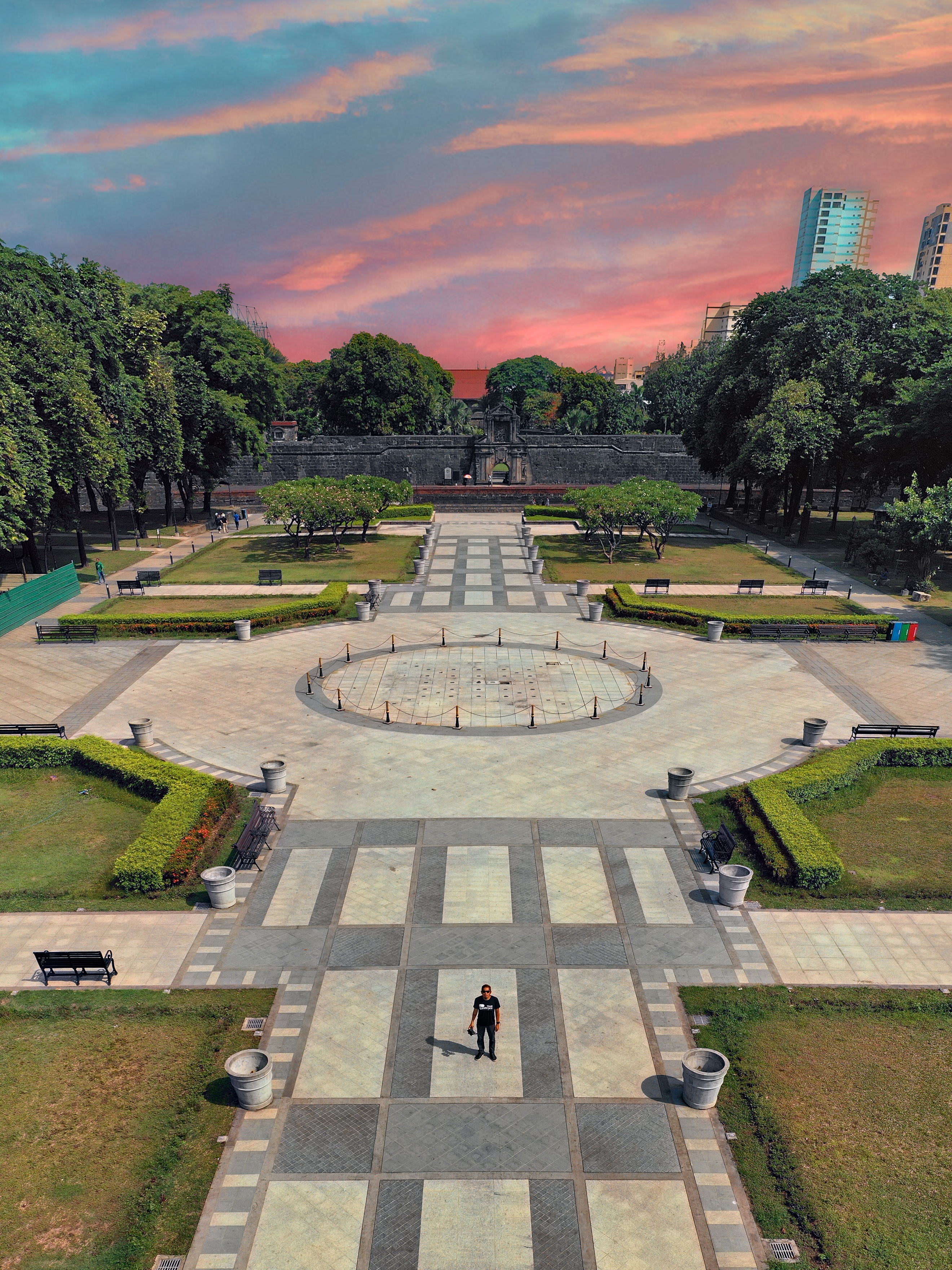
Plaza Mariones, Intramuros

Die Plaza Moriones ist ein öffentlicher Platz in Intramuros, Manila. Sie liegt vor dem Einang zum Fort Santiago und ist einer von drei großen Plätzen in Intramuros, neben der Plaza de Roma, die hinter der Festung liegt, und der Plaza de Armas innerhalb der Festung, mit welcher sie häufig verwechselt wird.

## Geschichte

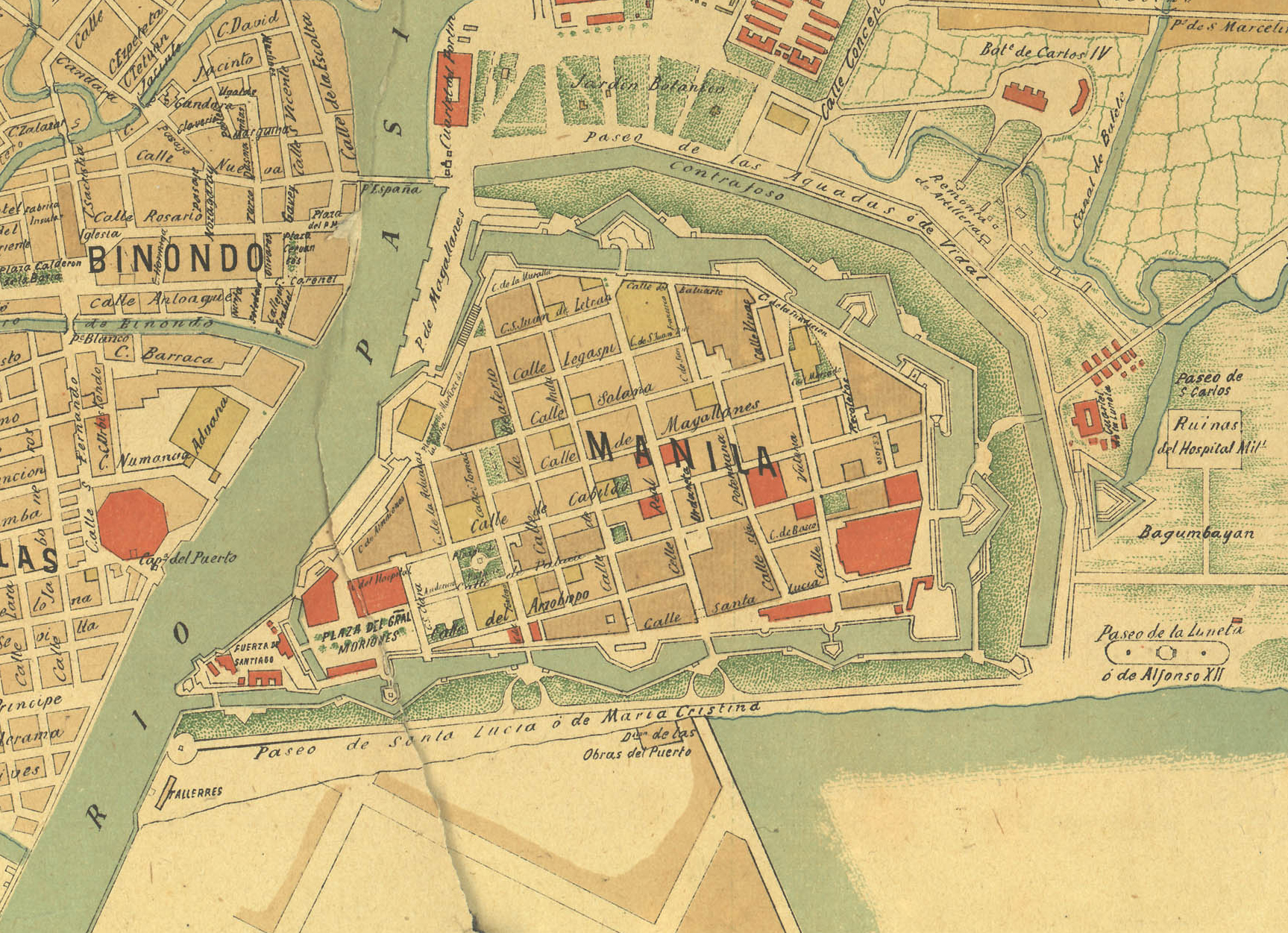
Dieser Stadtplan von 1898 ist die älteste Darstellung von Manila mit der Plaza Moriones mit diesem Namen.

Der Platz ist mindestens seit 1671 auf Stadtplänen Manilas zu finden, trug aber ursprünglich den Namen Plaza de la Fuerza und diente den Soldaten im Fort Santiago als Exerzierplatz. Zu dieser Zeit war der Platz weder bepflanzt noch bebaut. Nachdem beim Erdbeben von Manila 1863 die Festung beschädigt worden war, wurde der Platz vorübergehend genutzt, um Militäreinheiten unterzubringen. 1875 war der Platz aber wieder frei von Bebauung. Spätestens 1898 trug er den Namen Plaza del General Moriones, nach Domingo Moriones y Muralla, der von 1877 bis 1881 spanischer Generalgouverneur war.
Auch während der amerikanischen Kolonialzeit wurde der Platz noch militärisch genutzt. Er diente als Paradeplatz. In den 1930er Jahren übernahm laut einem Manuskript des amerikanischen Anthropologen H. Otley Beyer die damals im Fort Santiago stationierte United States Army den Platz und baute darauf Soldatenunterkünfte.
Nachdem Intramuros in der Schlacht um Manila gegen Ende des Zweiten Weltkriegs vollständig zerstört worden war, wurde die Plaza Moriones erneut in offenes Gelände umgewandelt und diente nach dem Krieg jahrelang als Parkplatz für Auos und Reisebusse. Der Wiederaufbau von Intramuros führte schließlich zur Neugestaltung des Platzes. Die Planung begann bereits 1973 und die Arbeiten wurden zunächst 1993 abgeschlossen. 2017 erfolgte nochmals eine Umgestaltung.

## Architektur

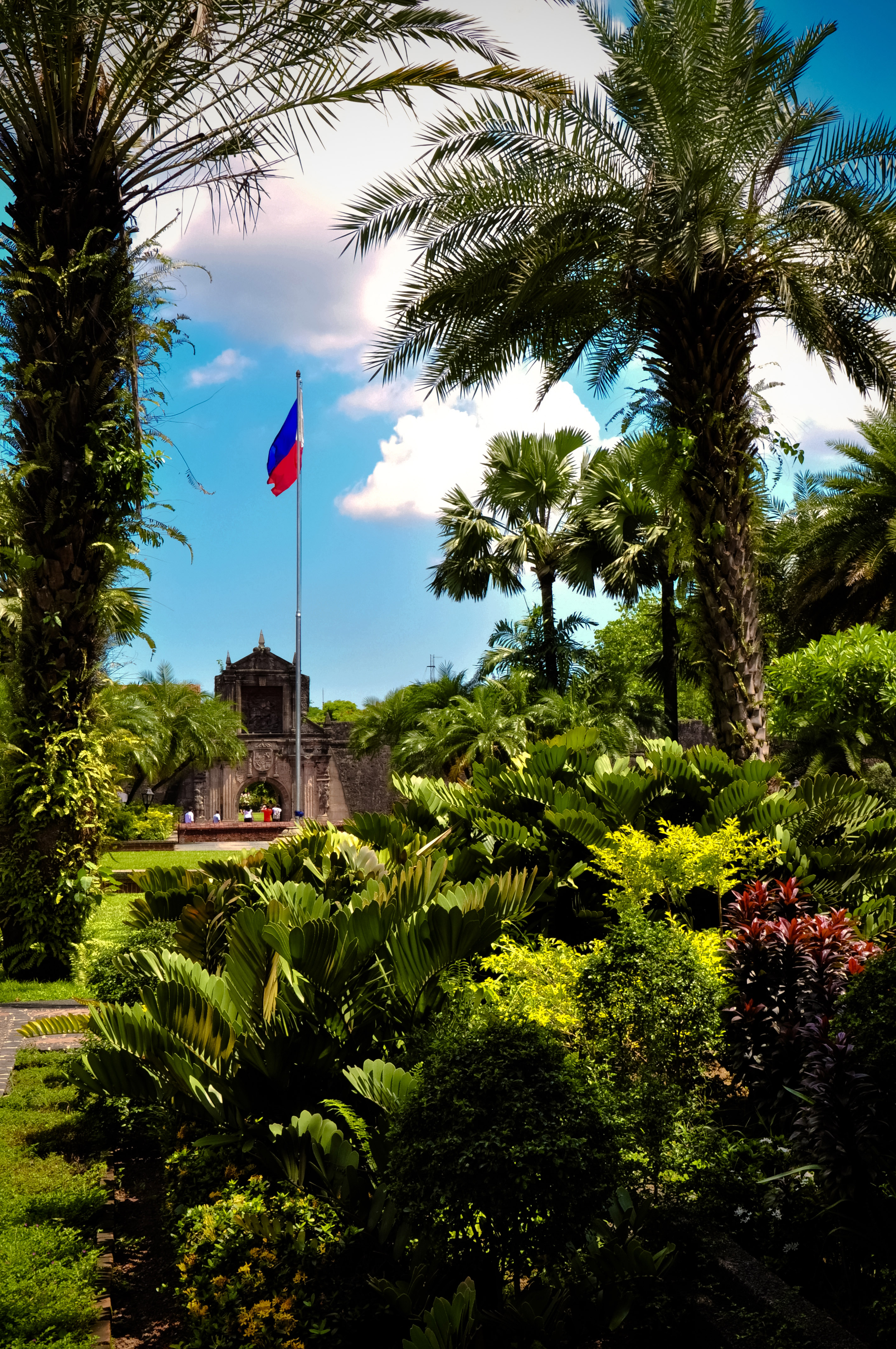
Die früheren Gartenanlagen auf der Plaza Moriones, 2011

Die Plaza Moriones war ursprünglich eine freie, offene Fläche, die mindestens schon 1875 mit Gras bewachsen war. Um 1903, obwohl der Platz immer noch als „uninteressante“ Fläche galt, wuchsen an seinem Rand einige Bäume, und Luftaufnahmen aus den 1930er Jahren zeigen, dass an der Nordseite des Platzes, nahe dem Eingang zur Festung, Bäume wuchsen, während die südliche Seite weitgehend offenes Gelände blieb. Nach dem Zweiten Weltkrieg war die Fläche des Platzes wieder weitgehend nur mit Gras bewachsen. 1983 wurde Gebüsch gepflanzt. Außerdem wurden in den 1980er Jahren Betonwege und eine Fontäne angelegt.
Pläne zur Umgestaltung wurden erstmals 1973 im Rahmen des Entwicklungsplanes für Intramuros gefasst. Die spanische Regierung sah vor, den Platz als „kulturell-freizeitliches Gebiet“ zu nutzen. Anfang der 1990er Jahre wurde die Landschaftsarchitektin Dolly Perez mit der Umgestaltung des Platzes beauftragt. Perez’ Planung, die 1993 abgeschlossen wurde, wandelte den Platz in einen Park mit Pflanzen um, die typisch für Parks des 19. Jahrhunderts waren. Im Rahmen der Umgestaltung wurden Bäume gepflanzt und zur Anpassung an die Umgebung legte man die Gehwege und Mäuerchen des Parks aus Baumaterial wie Adobe und Backstein an. Dieses Aussehen behielt die Plaza Moriones 25 Jahre lang. Sie wurde zu einem beliebten Ziel für Picknicks, Hochzeitsempfänge und Hundeausführer.
2014 begann eine zweite Umgestaltung der Plaza Moriones. Sie war Teil einer ₱240-Millionen-Investition zur Erneuerung von Fort Santiago als Ganzes, im Rahmen des weiter gefassten langfristigen Erneuerungsplans für Intramuros. Die erneuerte Plaza Moriones wurde vom Department of Tourism (DOT) am 17. April 2017 wiedereröffnet. Finanziert wurden die Arbeiten von der Tourism Infrastructure and Enterprise Zone Authority (TIEZA), die dem DOT angeschlossen ist.
Im Rahmen der Erneuerung des Platzes, die das Ziel hatte, den Platz gemäß seiner ursprünglichen Funktion als Paradeplatz wiederherzustellen, wurde der Platz mit Granit gepflastert und an seinen Rändern wurden Rabatten angelegt. Nahe dem Eingang zum Fort Santiago befinden sich Rabatten, die mit Roten Frangipani bepflanzt sind und von Capiz-Muschel-Lampen beleuchtet werden. Dadurch wurde ein ungehinderter Blick auf das Tor der Festung sowohl von der Santa Clara Street, die am südlichen Ende der Plaza verläuft, als auch von der Kathedrale von Manila an ihrem nördlichen Ende ermöglicht.
Die Neugestaltung war umstritten und löste Kritik des Stadtführers und Kulturaktivisten Carlos Celdran aus. Er beklagte, man habe „über sein Herz hinweggepflastert“, nachdem er diese Veränderungen entdeckt hatte, als er von einer Auslandsreise zurückkehrte. Celdran sagte später, das Resultat der Erneuerungen sei flach, anonym und habe nichts mit dem Charakter von Intramuros in der Geschichte zu tun, er nannte die neugestaltete Plaza sogar „Plaza von TriNoma“ und verurteilte das Projekt als Verschwendung von Steuergeldern. Die Umgestaltung war ohne vorherige öffentliche Anhörung erfolgt, weil eine solche nicht vom Gesetz gefordert wird. Anwohner, die den Park regelmäßig genutzt hatten, beklagten laut dem Architekten Auguste F. Villalon den Verlust der parkähnlichen Atmosphäre, speziell das Fehlen von Grün und offenen Flächen in Manila. Zu ihrer Verteidigung erklärte die Intramuros Administration, eine Einrichtung des Department of Tourism der Philippinen, sie habe Landschaftsarchitekten und Denkmalschutzexperten befragt, als 2014 die ersten Planungen vorgenommen worden seien.
Koordinaten: 14° 35′ 35,9″ N, 120° 58′ 16,5″ O

## Belege
1. ↑  A Walk in the Park: 10 Manila Parks to Visit. In: SPOT.ph. Summit Media, archiviert vom Original am 22. Februar 2014; abgerufen am 2. Juli 2013.
2. 1 2 3 4 5 6 7   VERA FILES FACT SHEET: Plaza Moriones in Intramuros (Memento des Originals vom 7. April 2020 im Internet Archive), Vera Files, 12. Mai 2017. Abgerufen am 6. April 2020 .
3. ↑  Fort Santiago. Intramuros Administration, archiviert vom Original am 25. Juli 2013; abgerufen am 2. Juli 2013.
4. 1 2 3 4 5  Bueno, Anna:  What you need to know about the Intramuros rehabilitation (Memento des Originals vom 7. April 2020 im Internet Archive), CNN Philippines, 31. März 2017. Abgerufen am 6. April 2020 .
5. 1 2 3 4 5  Villalon, Augusto F.:  Updating Plaza Moriones in Intramuros (Memento des Originals vom 7. April 2020 im Internet Archive) In: Philippine Daily Inquirer, 6. März 2017. Abgerufen am 6. April 2020 .
6. ↑  Parrocha, Azer N.:  Fort Santiago’s Paseo Soledad, Plaza Moriones get facelift (Memento des Originals vom 7. April 2020 im Internet Archive) In: Manila Bulletin, 18. April 2017. Abgerufen am 6. April 2020 .
7. ↑  Chee Kee, Raoul J.:  Why you should check out Intramuros now (Memento des Originals vom 22. Januar 2020 im Internet Archive) In: Philippine Daily Inquirer, 22. Januar 2020. Abgerufen am 9. April 2020 .